# Meckermann

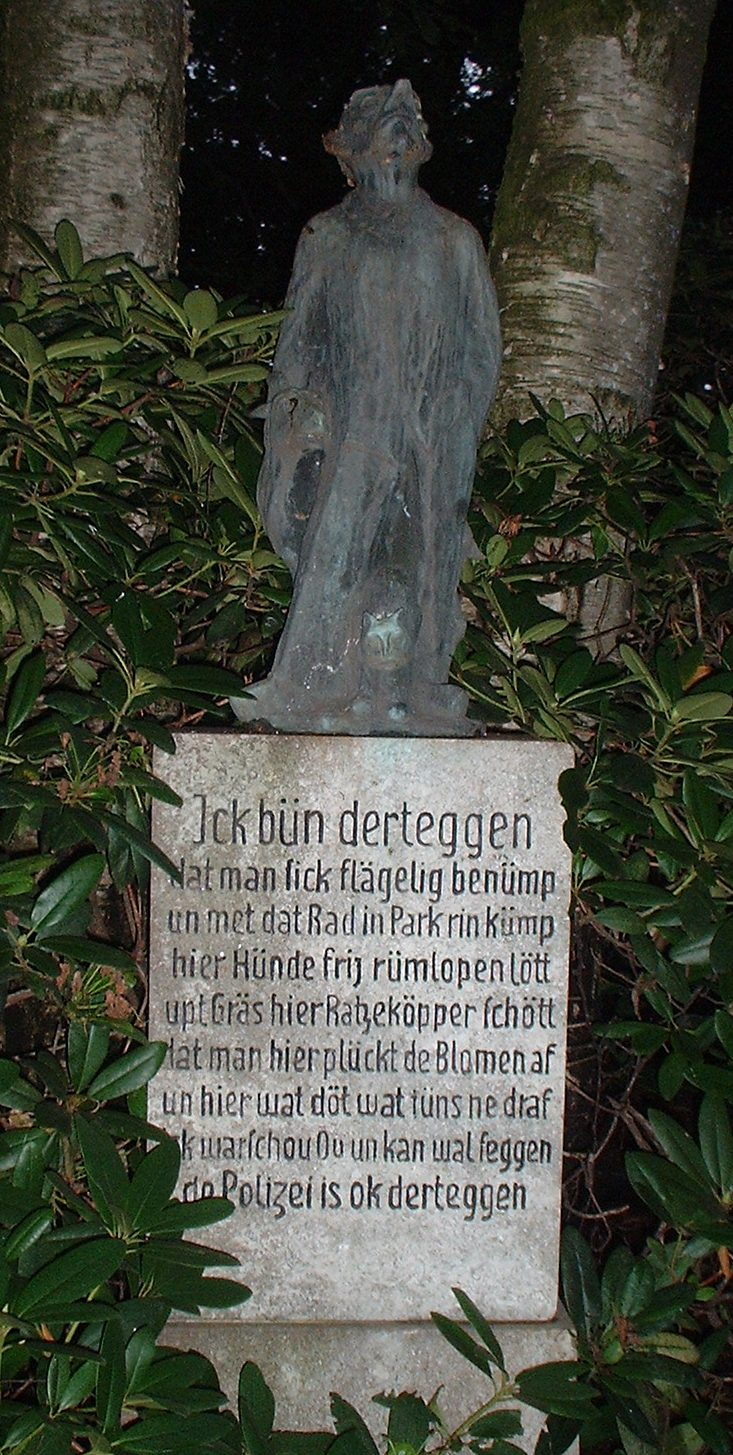
Der Meckermann (Bronzefigur 2005)

Der Meckermann ist eine kleine Statue, die im Langenbergpark in Bocholt steht. Der Meckermann stellt – mit erhobenem Kinn und missbilligender Mine – einen mürrischen Spießbürger dar. Zu seinen Füßen stehen eine Ziege, ein Hinweis auf das Meckern, und eine Katze als Symbol der Wachsamkeit und des Schutzes vor „Schädlingen“.
Die ursprüngliche Figur aus dem Jahre 1938 war aus Stein und stammte von Eugen Severt, wurde jedoch 1945 oder 1946 zerstört. 1951 schuf Hermann („Manes“) Schlatt den neuen Meckermann. Diese Figur wurde am 28. August 2011 gestohlen. Wenig später stiftete eine Lokalzeitung das Geld für eine Rekonstruktion der Statue nach noch vorhandenen Originalformen von Hermann Schlatt, die von Detlef Lorei nun aber aus Stein geschaffen wurde, auch um einem Diebstahl durch Metalldiebe vorzubeugen. Der dritte Meckermann wurde am 19. Januar 2012 in einer kleinen Feier eingeweiht.
Die Statue sollte den Parkbesuchern Verhaltensmaßregeln geben. Bekannt ist die Figur des Meckermanns in Bocholt auch als Maskottchen einer Kolumne in der Lokalzeitung Bocholter-Borkener Volksblatt. Die Kolumne beschreibt kleine Alltagsereignisse in Bocholt, selten satirisch, meist eher bieder und moralisierend, und bleibt somit ganz auf der Linie des Meckermanns als kleinbürgerlicher Moralapostel.
Die Inschrift – in Bokelts Platt – auf dem Sockel lautet:
| Ick bün derteggen dat man sick flägelig benümp un met dat Rad in Park rin kümp hier Hünde frij rümlopen lött upt Gräs hier Ratzeköpper schött dat man hier plückt de Blomen af un hier wat döt wat süns ne draf ik warschau Ou und kan wall seggen de Polizei is ok derteggen. |  | Ich bin dagegen dass man sich flegelhaft benimmt und mit dem Fahrrad in den Park kommt hier Hunde frei rumlaufen lässt auf dem Gras hier Purzelbäume schlägt dass man hier Blumen abpflückt und hier was tut, das man sonst nicht darf ich warne Dich und kann wohl sagen die Polizei ist auch dagegen. |